# 2020-as Formula–1 toszkán nagydíj
A toszkán nagydíj volt a 2020-as Formula–1 világbajnokság kilencedik futama, amelyet 2020. szeptember 11. és szeptember 13. között rendeztek meg az olaszországi Autodromo Internazionale di Mugello versenypályán, Scarperiaban.
A verseny nem szerepelt az eredeti versenynaptárban, a koronavírusjárvány miatt került be utólag a törölt futamok egyikének pótlására. Ezen a pályán korábban sohasem rendeztek Formula–1-es futamot. A Ferrari ezen a hétvégén ünnepelte fennállásának 1000. nagydíjhétvégéjét.

## Választható keverékek
| Abroncs              | Friss | Használt |
| -------------------- | ----- | -------- |
| Kemény keverék (C1)  |       |          |
| Közepes keverék (C2) |       |          |
| Lágy keverék (C3)    |       |          |
| Átmeneti esőgumi (I) |       |          |
| Teljes esőgumi (W)   |       |          |

## Szabadedzések

### Első szabadedzés
A toszkán nagydíj első szabadedzését szeptember 11-én, pénteken délelőtt tartották, magyar idő szerint 11:00-tól.
| helyezés | versenyző          | csapat/motor          | elért idő | különbség | futott kör |
| -------- | ------------------ | --------------------- | --------- | --------- | ---------- |
| 1        | Valtteri Bottas    | Mercedes              | 1:17,879  | −         | 33         |
| 2        | Max Verstappen     | Red Bull-Honda        | 1:17,927  | +0,048    | 32         |
| 3        | Charles Leclerc    | Ferrari               | 1:18,186  | +0,307    | 27         |
| 4        | Lewis Hamilton     | Mercedes              | 1:18,409  | +0,530    | 28         |
| 5        | Pierre Gasly       | AlphaTauri-Honda      | 1:18,676  | +0,797    | 30         |
| 6        | Esteban Ocon       | Renault               | 1:18,805  | +0,926    | 28         |
| 7        | Danyiil Kvjat      | AlphaTauri-Honda      | 1:18,839  | +0,960    | 31         |
| 8        | Lando Norris       | McLaren-Renault       | 1:18,981  | +1,102    | 30         |
| 9        | Alexander Albon    | Red Bull-Honda        | 1:19,068  | +1,189    | 34         |
| 10       | Daniel Ricciardo   | Renault               | 1:19,140  | +1,261    | 25         |
| 11       | Kimi Räikkönen     | Alfa Romeo-Ferrari    | 1:19,219  | +1,340    | 21         |
| 12       | Romain Grosjean    | Haas-Ferrari          | 1:19,224  | +1,345    | 25         |
| 13       | Sebastian Vettel   | Ferrari               | 1:19,267  | +1,388    | 27         |
| 14       | Antonio Giovinazzi | Alfa Romeo-Ferrari    | 1:19,322  | +1,443    | 28         |
| 15       | Carlos Sainz Jr.   | McLaren-Renault       | 1:19,457  | +1,578    | 33         |
| 16       | George Russell     | Williams-Mercedes     | 1:19,478  | +1,599    | 29         |
| 17       | Kevin Magnussen    | Haas-Ferrari          | 1:19,551  | +1,672    | 25         |
| 18       | Lance Stroll       | Racing Point-Mercedes | 1:19,836  | +1,957    | 23         |
| 19       | Sergio Pérez       | Racing Point-Mercedes | 1:19,840  | +1,961    | 29         |
| 20       | Nicholas Latifi    | Williams-Mercedes     | 1:20,034  | +2,155    | 32         |

### Második szabadedzés
A toszkán nagydíj második szabadedzését szeptember 11-én, pénteken délután tartották, magyar idő szerint 15:00-tól.
| helyezés | versenyző          | csapat/motor          | elért idő | különbség | futott kör |
| -------- | ------------------ | --------------------- | --------- | --------- | ---------- |
| 1        | Valtteri Bottas    | Mercedes              | 1:16,989  | −         | 28         |
| 2        | Lewis Hamilton     | Mercedes              | 1:17,196  | +0,207    | 29         |
| 3        | Max Verstappen     | Red Bull-Honda        | 1:17,235  | +0,246    | 25         |
| 4        | Alexander Albon    | Red Bull-Honda        | 1:17,971  | +0,982    | 28         |
| 5        | Daniel Ricciardo   | Renault               | 1:18,039  | +1,050    | 32         |
| 6        | Esteban Ocon       | Renault               | 1:18,115  | +1,126    | 29         |
| 7        | Sergio Pérez       | Racing Point-Mercedes | 1:18,198  | +1,209    | 34         |
| 8        | Pierre Gasly       | AlphaTauri-Honda      | 1:18,244  | +1,255    | 30         |
| 9        | Kimi Räikkönen     | Alfa Romeo-Ferrari    | 1:18,385  | +1,396    | 38         |
| 10       | Charles Leclerc    | Ferrari               | 1:18,400  | +1,411    | 27         |
| 11       | Lance Stroll       | Racing Point-Mercedes | 1:18,462  | +1,473    | 37         |
| 12       | Sebastian Vettel   | Ferrari               | 1:18,498  | +1,509    | 39         |
| 13       | Carlos Sainz Jr.   | McLaren-Renault       | 1:18,651  | +1,662    | 32         |
| 14       | Lando Norris       | McLaren-Renault       | 1:18,658  | +1,669    | 9          |
| 15       | Danyiil Kvjat      | AlphaTauri-Honda      | 1:18,736  | +1,747    | 33         |
| 16       | George Russell     | Williams-Mercedes     | 1:18,843  | +1,854    | 33         |
| 17       | Antonio Giovinazzi | Alfa Romeo-Ferrari    | 1:18,944  | +1,955    | 35         |
| 18       | Nicholas Latifi    | Williams-Mercedes     | 1:18,983  | +1,994    | 31         |
| 19       | Kevin Magnussen    | Haas-Ferrari          | 1:19,113  | +2,124    | 32         |
| 20       | Romain Grosjean    | Haas-Ferrari          | 1:19,257  | +2,268    | 5          |

### Harmadik szabadedzés
A toszkán nagydíj harmadik szabadedzését szeptember 12-én, szombaton délelőtt tartották, magyar idő szerint 12:00-tól.
| helyezés | versenyző          | csapat/motor          | elért idő  | különbség | futott kör |
| -------- | ------------------ | --------------------- | ---------- | --------- | ---------- |
| 1        | Valtteri Bottas    | Mercedes              | 1:16,530   | −         | 17         |
| 2        | Max Verstappen     | Red Bull-Honda        | 1:16,547   | +0,017    | 10         |
| 3        | Lewis Hamilton     | Mercedes              | 1:16,613   | +0,083    | 14         |
| 4        | Lance Stroll       | Racing Point-Mercedes | 1:17,112   | +0,582    | 10         |
| 5        | Pierre Gasly       | AlphaTauri-Honda      | 1:17,226   | +0,696    | 14         |
| 6        | Sergio Pérez       | Racing Point-Mercedes | 1:17,341   | +0,811    | 14         |
| 7        | Charles Leclerc    | Ferrari               | 1:17,488   | +0,958    | 15         |
| 8        | Alexander Albon    | Red Bull-Honda        | 1:17,538   | +1,008    | 11         |
| 9        | Danyiil Kvjat      | AlphaTauri-Honda      | 1:17,627   | +1,097    | 17         |
| 10       | Romain Grosjean    | Haas-Ferrari          | 1:17,635   | +1,105    | 19         |
| 11       | Esteban Ocon       | Renault               | 1:17,746   | +1,216    | 13         |
| 12       | Carlos Sainz Jr.   | McLaren-Renault       | 1:17,768   | +1,238    | 19         |
| 13       | Antonio Giovinazzi | Alfa Romeo-Ferrari    | 1:17,812   | +1,282    | 15         |
| 14       | Kimi Räikkönen     | Alfa Romeo-Ferrari    | 1:17,843   | +1,313    | 17         |
| 15       | Kevin Magnussen    | Haas-Ferrari          | 1:18,039   | +1,509    | 17         |
| 16       | Nicholas Latifi    | Williams-Mercedes     | 1:18,072   | +1,542    | 16         |
| 17       | Daniel Ricciardo   | Renault               | 1:18,142   | +1,612    | 12         |
| 18       | Sebastian Vettel   | Ferrari               | 1:18,186   | +1,656    | 15         |
| 19       | Lando Norris       | McLaren-Renault       | 1:18,826   | +2,296    | 19         |
| 20       | George Russell     | Williams-Mercedes     | idő nélkül | –         | 1          |

## Időmérő edzés
A toszkán nagydíj időmérő edzését szeptember 12-én, szombaton futották, magyar idő szerint 15:00-tól.
| helyezés              | rajtszám | versenyző          | csapat/motor          | 1. rész  | 2. rész     | 3. rész    | rajthely | futott kör |
| --------------------- | -------- | ------------------ | --------------------- | -------- | ----------- | ---------- | -------- | ---------- |
| 1                     | 44       | Lewis Hamilton     | Mercedes              | 1:15,778 | 1:15,309    | 1:15,144   | 1        | 14         |
| 2                     | 77       | Valtteri Bottas    | Mercedes              | 1:15,749 | 1:15,322    | 1:15,203   | 2        | 11         |
| 3                     | 33       | Max Verstappen     | Red Bull-Honda        | 1:16,335 | 1:15,471    | 1:15,509   | 3        | 12         |
| 4                     | 23       | Alexander Albon    | Red Bull-Honda        | 1:16,527 | 1:15,914    | 1:15,954   | 4        | 14         |
| 5                     | 16       | Charles Leclerc    | Ferrari               | 1:16,698 | 1:16,324    | 1:16,270   | 5        | 18         |
| 6                     | 11       | Sergio Pérez       | Racing Point-Mercedes | 1:16,596 | 1:16,489    | 1:16,311   | 7[1]     | 16         |
| 7                     | 18       | Lance Stroll       | Racing Point-Mercedes | 1:16,701 | 1:16,271    | 1:16,356   | 6        | 14         |
| 8                     | 3        | Daniel Ricciardo   | Renault               | 1:16,981 | 1:16,243    | 1:16,543   | 8        | 14         |
| 9                     | 55       | Carlos Sainz Jr.   | McLaren-Renault       | 1:16,993 | 1:16,522    | 1:17,870   | 9        | 17         |
| 10                    | 31       | Esteban Ocon       | Renault               | 1:16,825 | 1:16,297    | idő nélkül | 10       | 14         |
| 11                    | 4        | Lando Norris       | McLaren-Renault       | 1:16,895 | 1:16,640    |            | 11       | 12         |
| 12                    | 26       | Danyiil Kvjat      | AlphaTauri-Honda      | 1:16,928 | 1:16,854[2] |            | 12       | 11         |
| 13                    | 7        | Kimi Räikkönen     | Alfa Romeo-Ferrari    | 1:17,059 | 1:16,854[2] |            | 13       | 12         |
| 14                    | 5        | Sebastian Vettel   | Ferrari               | 1:17,072 | 1:16,858    |            | 14       | 12         |
| 15                    | 8        | Romain Grosjean    | Haas-Ferrari          | 1:17,069 | 1:17,254    |            | 15       | 12         |
| 16                    | 10       | Pierre Gasly       | AlphaTauri-Honda      | 1:17,125 |             |            | 16       | 6          |
| 17                    | 99       | Antonio Giovinazzi | Alfa Romeo-Ferrari    | 1:17,220 |             |            | 17       | 6          |
| 18                    | 63       | George Russell     | Williams-Mercedes     | 1:17,232 |             |            | 18       | 9          |
| 19                    | 6        | Nicholas Latifi    | Williams-Mercedes     | 1:17,320 |             |            | 19       | 9          |
| 20                    | 20       | Kevin Magnussen    | Haas-Ferrari          | 1:17,348 |             |            | 20       | 6          |
| 107%-os idő: 1:21,051 |          |                    |                       |          |             |            |          |            |

Megjegyzés:
- ↑ 1:  — Sergio Pérez 1 rajthelyes büntetést kapott a második szabadedzés során Kimi Räikkönennel történt ütközés okozásáért.[4]
- ↑ 2:  — Danyiil Kvjat és Kimi Räikkönen egyforma időt értek el a Q2-ben, de mivel Kvjat előbb futotta meg ezt az időt, ezért ő szerezte meg a 12. rajtkockát.

## Futam
A toszkán nagydíj futama szeptember 13-án, vasárnap rajtolt, magyar idő szerint 15:10-kor.
A verseny rajtjánál Bottas megelőzte Hamiltont, Verstappen pedig erőforrásgondok miatt a középmezőnybe esett vissza, majd a második kanyarban hatalmas balesetbe keveredett, melyben rajta kívül Grosjean, Räikkönen és Gasly volt érintett, Verstappen és Gasly feladták a futamot autójuk sérülései miatt. A biztonsági autós fázis utáni újraindításnál a mezőny hátsó részében azonnal újabb hatalmas baleset történt, Giovinazzi, Magnussen, Sainz és Latifi ütköztek össze és estek ki valamennyien a célegyenesben, ami miatt ismét pályára került a biztonsági autó, majd piros zászlóval megszakították a versenyt. A megszakítás alatt Ocon fékhiba miatt feladta a futamot. Az álló rajtos újraindítást követően Hamilton visszaelőzte Bottast. A 43. körben Stroll esett ki a negyedik helyről a gumifalba csapódva, így újabb biztonsági autó, majd piros zászló következett. A következő álló rajtos újraindításnál Ricciardo előzte meg Bottast a második helyért, aki azonban egy kör múlva visszavette a pozíciót, majd Albon is megelőzte az ausztrált. A versenyt Hamilton nyerte csapattársa és az élete első dobogóját szerző Albon előtt.
| helyezés | rajtszám | versenyző          | csapat/motor          | futott kör | idő/kiesés oka | rajthely | abroncs | pont  |
| -------- | -------- | ------------------ | --------------------- | ---------- | -------------- | -------- | ------- | ----- |
| 1        | 44       | Lewis Hamilton     | Mercedes              | 59         | 2:19:35,060    | 1        |         | 26[3] |
| 2        | 77       | Valtteri Bottas    | Mercedes              | 59         | +4,880         | 2        |         | 18    |
| 3        | 23       | Alexander Albon    | Red Bull-Honda        | 59         | +8,064         | 4        |         | 15    |
| 4        | 3        | Daniel Ricciardo   | Renault               | 59         | +10,417        | 8        |         | 12    |
| 5        | 11       | Sergio Pérez       | Racing Point-Mercedes | 59         | +15,650        | 7        |         | 10    |
| 6        | 4        | Lando Norris       | McLaren-Renault       | 59         | +18,883        | 11       |         | 8     |
| 7        | 26       | Danyiil Kvjat      | AlphaTauri-Honda      | 59         | +21,756        | 12       |         | 6     |
| 8        | 16       | Charles Leclerc    | Ferrari               | 59         | +28,345        | 5        |         | 4     |
| 9        | 7        | Kimi Räikkönen     | Alfa Romeo-Ferrari    | 59         | +29,770[4]     | 13       |         | 2     |
| 10       | 5        | Sebastian Vettel   | Ferrari               | 59         | +29,983        | 14       |         | 1     |
| 11       | 63       | George Russell     | Williams-Mercedes     | 59         | +32,404        | 18       |         |       |
| 12       | 8        | Romain Grosjean    | Haas-Ferrari          | 59         | +42,036        | 15       |         |       |
| ki       | 18       | Lance Stroll       | Racing Point-Mercedes | 42         | baleset        | 6        |         |       |
| ki       | 31       | Esteban Ocon       | Renault               | 7          | fékek          | 10       |         |       |
| ki       | 6        | Nicholas Latifi    | Williams-Mercedes     | 6          | baleset        | 19       |         |       |
| ki       | 20       | Kevin Magnussen    | Haas-Ferrari          | 5          | baleset        | 20       |         |       |
| ki       | 99       | Antonio Giovinazzi | Alfa Romeo-Ferrari    | 5          | baleset        | 17       |         |       |
| ki       | 55       | Carlos Sainz Jr.   | McLaren-Renault       | 5          | baleset        | 9        |         |       |
| ki       | 33       | Max Verstappen     | Red Bull-Honda        | 0          | baleset        | 3        |         |       |
| ki       | 10       | Pierre Gasly       | AlphaTauri-Honda      | 0          | baleset        | 16       |         |       |

Megjegyzés:
- ↑ 3:  — Lewis Hamilton a helyezéséért járó pontok mellett a versenyben futott leggyorsabb körért további 1 pontot szerzett.
- ↑ 4:  — Kimi Räikkönen a 8. helyen ért célba, ám utólag 5 másodperces időbüntetést kapott a boxutca záróvonalának átlépéséért, ezzel visszacsúszott a 9. helyre.[7]

## A világbajnokság állása a verseny után
| H   | Versenyzők       | Pont | H   | Konstruktőrök         | Pont |
| --- | ---------------- | ---- | --- | --------------------- | ---- |
| 1.  | Lewis Hamilton   | 190  | 1.  | Mercedes              | 325  |
| 2.  | Valtteri Bottas  | 135  | 2.  | Red Bull-Honda        | 173  |
| 3.  | Max Verstappen   | 110  | 3.  | McLaren-Renault       | 106  |
| 4.  | Lando Norris     | 65   | 4.  | Racing Point-Mercedes | 92   |
| 5.  | Alexander Albon  | 63   | 5.  | Renault               | 83   |
| 6.  | Lance Stroll     | 57   | 6.  | Ferrari               | 66   |
| 7.  | Daniel Ricciardo | 53   | 7.  | AlphaTauri-Honda      | 53   |
| 8.  | Charles Leclerc  | 49   | 8.  | Alfa Romeo-Ferrari    | 4    |
| 9.  | Sergio Pérez     | 44   | 9.  | Haas-Ferrari          | 1    |
| 10. | Pierre Gasly     | 43   | 10. | Williams-Mercedes     | 0    |

(A teljes táblázat)

## Statisztikák
- Vezető helyen:
  - Valtteri Bottas: 9 kör (1-9)
  - Lewis Hamilton: 50 kör (10-59)
- Lewis Hamilton 95. pole-pozíciója, 51. versenyben futott leggyorsabb köre és 90. futamgyőzelme, ezzel pedig 17. mesterhármasa.
- A Mercedes 109. futamgyőzelme.
- Lewis Hamilton 158., Valtteri Bottas 52., Alexander Albon 1. dobogós helyezése.
- Lewis Hamilton 222. versenyén szerzett pontot, ami új rekord a Formula–1 történetében.[8]
- A Ferrari csapat 1000. nagydíja.[2]
- Az első Formula–1 toszkán nagydíj és az első Formula–1-es futam Mugellóban.